# Alexandre Kokorinov
Alexandre Filippovitch Kokorinov (en russe : Александр Филиппович Кокоринов), né le 29 juin 1726 (10 juillet dans le calendrier grégorien) à Tobolsk et mort le 10 mars 1772 (21 mars dans le calendrier grégorien) à Saint-Pétersbourg, est un architecte russe.

## Biographie
Né dans la famille d'un petit fonctionnaire, il étudie à partir de 1740 à Tobolsk, puis il se rend à Moscou avec la famille de l'architecte Johann Blank (le père de Karl Blank) chez qui il est en apprentissage et continue à étudier à l'école d'architecture du prince Oukhtomski (1719-1784), architecte du baroque élisabéthain. Il obtient un diplôme de maître de mathématiques de l'université de Moscou et rejoint les chantiers de Rastrelli à Saint-Pétersbourg en 1754. Il est remarqué par le comte Chouvalov qui le fait entrer dans sa nouvelle Académie impériale des beaux-arts, appelée alors Académie impériale de peinture, de sculpture et d'architecture. Il est directeur de la section d'architecture de l'académie en 1761, puis professeur en 1765 et enfin recteur en 1769.
L'œuvre de Kokorinov se situe à la transition du baroque tardif et du néoclassicisme. Il participe à la conception et à la réalisation des nouveaux bâtiments de l'académie impériale des beaux-arts (1764-1788) avec Jean-Baptiste Vallin de La Mothe, ainsi que du palais du comte Razoumovski, quai de la Moïka.
En ce qui concerne l'académie impériale des beaux-arts, le comte Chouvalov voulait d'abord l'installer à Moscou, mais, sur l'insistance de l'impératrice Élisabeth, elle est fondée à Saint-Pétersbourg. C'est le Français Jacques-François Blondel qui est chargé des plans de ce qui doit être un temple des arts rappelant les façades des bâtiments de la place Louis-XV à Paris. Il semble que Kokrinov ait voulu infléchir le style baroque de Blondel vers un sens plus classique, aussi le comte charge Vallin de La Mothe (cousin de Blondel) de diriger les travaux, assisté de Kokorinov. L'ordre dorique, plus strict, est préféré au corinthien de Blondel.
Après le coup d'État de 1762, Chouvalov est exilé et remplacé à l'académie par Ivan Betskoï. Le chantier continue, avec, pour la première fois dans l'histoire de l'architecture russe, la conception et les plans confiés à un homme, Vallin de La Mothe, et la direction des travaux à un autre, Kokorinov. Le chantier est retardé à cause de la première guerre russo-turque et Kokorinov accusé de fraude par Betskoï. Des rumeurs attribuent sa mort en 1772 à un suicide. Vallin de La Mothe quitte la Russie deux ans et demi plus tard, et les travaux sont terminés par Georg Friedrich Veldten en 1788.

## Source
- (ru) Cet article est partiellement ou en totalité issu de l’article de Wikipédia en russe intitulé « Кокоринов, Алексей Филиппович » (voir la liste des auteurs).